# Amt Breitenfelde
Das  Amt Breitenfelde ist ein Amt im Kreis Herzogtum Lauenburg in Schleswig-Holstein. Seit dem 1. Januar 2007 bildet das Amt eine  Verwaltungsgemeinschaft mit der Stadt Mölln, die die Verwaltungsgeschäfte für das Amt mit durchführt. In der Gemeinde Breitenfelde unterhält die Verwaltung ein Bürgerservicebüro.

## Amtsangehörige Gemeinden
| 1. Alt Mölln 2. Bälau 3. Borstorf 4. Breitenfelde 5. Grambek 6. Hornbek | 1. Lehmrade 2. Niendorf a. d. St. 3. Schretstaken 4. Talkau 5. Woltersdorf |

## Geschichte
Der Amtsbezirk Breitenfelde entstand 1889 auf Anordnung des preußischen Ministers des Innern nach der Inbesitznahme des Herzogtums Lauenburg durch Preußen. Es ist damit das älteste Amt Lauenburgs. Ab 1948 umfasste das Amt zunächst zehn Gemeinden. Nach der Auflösung des Amtes Gudow-Sterley traten am 1. Januar 2007 die beiden Gemeinden Grambek und Lehmrade dem Amt bei. Die Gemeinde Tramm, die bis dahin dem Amt angehörte, wechselte am 1. April 2007 zum Amt Büchen.

## Wappen
Blasonierung: „In Blau ein silbern bordierter, mit einem silbernen Pferdekopf belegter roter Schild, umstellt mit zehn silbernen, nach der Schildfigur angeordneten Eichenblättern.“